# 奥斯汀连环爆炸案
自2018年3月2日起，美国城市德克萨斯州奥斯汀市及周边发生共计五起连环包裹炸弹爆炸事件，造成两人死亡，五人受伤。已知的最后爆炸事件发生在3月20日。在3月21日与警方的对峙中，犯罪嫌疑人引爆车内的爆炸装置自杀身亡，并造成一名警官负伤。该名犯罪嫌疑人后来被确认为是居住在德州普弗拉热维尔的23岁男子马克·安东尼·康迪特（Mark Anthony Conditt）。

## 爆炸事件
2018年3月2日，39岁的安东尼·斯蒂芬·豪斯（Anthony Stephan House）在家中被杀，死因为包裹炸弹。
3月12日，又一起爆炸案发生，17岁的德雷伦·梅森（Draylen Mason）被炸死，其母受伤。同一天还发生了另一起爆炸案，75岁的埃斯佩兰萨·埃雷拉（Esperanza Herrera）在探访其年迈的母亲家时被炸伤。据报道，当日第二起爆炸案的包裹本应寄往另一个地址。
3月18日，在奥斯汀西南住宅区域，一个被怀疑是用引爆线启动的包裹炸弹炸伤两人（分别为22岁、23岁）。两名受伤男子伤势严重但并无生命危险。不同于以往的炸弹放置在房屋门口，这一次的炸弹被放在了路边，包裹上贴有“注意：儿童嬉戏”的标志。在第四起爆炸案之后，当局向公众发布警告，有一名“连环爆炸案罪犯”在活跃作案，其比最初所预计的“更为老练，拥有更高的技术水平”。
3月20日，大约凌晨12：25分，位于德州谢茨的一间联邦快递设施内出现一起爆炸案，一名雇员受伤。包裹本来将会投递至奥斯汀市内的一个地址。当天晚些时候，在奥斯汀东南的另一间联邦快递设施内又发现了一件被认为含有炸弹的可疑包裹。两个包裹均由同一发件人从位于日落谷的联邦快递店面寄出。

### 时间表
| 序数 | 时间                 | 地址                                                 | 死亡数 | 受伤数 | 类型           |
| ---- | -------------------- | ---------------------------------------------------- | ------ | ------ | -------------- |
| 1    | 2018年3月2日 06:55   | 德克萨斯州奧斯汀Harris Ridge社区私人住宅             | 1      | 0      | 包裹炸弹       |
| 2    | 2018年3月12日 06:44  | 德克萨斯州奧斯汀东MLK私人住宅                        | 1      | 1      | 包裹炸弹       |
| 3    | 2018年3月12日 11:50  | 德克萨斯州奧斯汀Montopolis私人住宅                   | 0      | 1      | 包裹炸弹       |
| 4    | 2018年3月18日 20:30  | 德克萨斯州奧斯汀特拉维斯县的路旁                     | 0      | 2      | 引爆线启动炸弹 |
| 5    | 2018年3月20日 00:25  | 位于德克萨斯州谢茨的联邦快递设施                     | 0      | 1      | 包裹炸弹       |
| 6    | 2018年3月20日 06:19  | 位于德克萨斯州奥斯汀的联邦快递设施                   | 被拆除 | 被拆除 | 包裹炸弹       |
| 7    | ~2018年3月21日 02:00 | 德克萨斯州朗德罗克，靠近35号州际公路（I-35）衔接道路 | 1      | 1      | 两件包裹炸弹   |

注释
1. ↑  所列为本地时间：3月11日前为北美中部标准时（CST），之后为北美中部夏令时（CDT）。
2. ↑  包裹报告给警方的大概时间。
3. ↑  2018年3月21日的炸弹杀死了此次连环爆炸案嫌疑人马克·安东尼·康迪特。他在路上被警方叫停后引爆了车内的炸弹，自杀身亡，一名特警队警员被爆炸冲击波震倒，受轻伤。[14]

## 案件调查

### 早期推论
在第一起爆炸案发生后，当局宣布他们将以疑似谋杀案对豪斯之死展开调查。彼时，奥斯汀警察局警监布莱恩·曼利（Brian Manley）表示：“我们没有理由认定发生在此住址的事件并非独立案件，也没有理由认定这个事件可能与任何恐怖主义事件有关。但是我们不会预设任何结论。我们正在进行全面调查以排除这些可能性。” 在其后的周一（3月5日），奥斯汀警方确认死者为安东尼·斯蒂芬·豪斯，并宣布其死亡可疑，需要调查。警方最初的理论是，豪斯只是被无辜卷入的受害者，炸弹的目标是他人，可能是在同一社区居住的毒贩。助理警监查孔表示，警方“不能排除豪斯先生自己制造炸弹并无意中引爆的可能性，那么案件就变成了意外死亡。”后来，警方开始调查豪斯的经济状况。

### 爆炸案之间的联系
在发生第三起爆炸案后，奥斯汀警方开始调查受害人之间的关联。豪斯的父亲是梅森祖父的好朋友，两人都去同一个教堂并且都是奥斯汀本地非洲裔美国人中的知名人士。警方还警告公众留心不要拆开可疑包裹，而是应该报警。因为爆炸案多集中在奥斯汀东部，这里多是较为穷困的、非洲裔和拉美裔聚居区，本地活动人士质疑警方的建议和调查是否姗姗来迟。3月20日，警方收到了超过1200通有关可疑包裹的报案电话。
联邦调查局（FBI）和美国烟酒枪炮及爆炸物管理局（ATF）派出超过500名探员协助当地警方调查。众议员麦克·麦克考将其称为是“可能是自波士顿爆炸案以来最大的调查行动”。前联邦调查局副局长韦尔登·L·肯尼迪对新闻媒体表示，由于爆炸案发生频率之快，使用包裹炸弹、以及对于制造爆炸物明显十分熟练，他认为罪犯是独立行动、十分有条理和效率的个人。截至3月20日，德州州长格雷格·阿博特已经为此次调查分配了$265,000美元的政府经费。
在3月12号的爆炸案发生后，奥斯汀警方正式将其同3月2日的爆炸案联系起来。前三个包裹都没有通过邮寄送达，而是直接放置在受害者住处附近。其中两个包裹在被拿起后触发引爆，另一个则是在打开后引爆的。第四起爆炸案被怀疑是通过引爆线激活爆炸的。第五枚炸弹在谢茨的分拣中心被引爆，第六枚则在位于奥斯汀的分拣中心被发现并拆除。位于奥斯汀郊区日落谷的一间联邦快递店面在3月20日早间被警方包围，当地警方通过谢茨分拣中心引爆的炸弹追踪到包裹的发件地。
警方最初开出$65,000美元的悬赏，奖励任何提供线索帮助抓捕并定罪爆炸案罪犯的人。后来这一悬赏被提高到$100,000美元，州长办公室又追加了$15,000美元。

## 嫌犯
当局发现所有的炸弹均使用了相同的常见家用材料。作为调查的一部分，探员收集并审核店家的收据和销售记录，以筛选出涉及这些原料的可疑购买记录。在审查中，马克·安东尼·康迪特被锁定为嫌疑人。尤其引起调查人员注意的是，他在朗德罗克的一间家得宝处购买了大量的钉子（用作炸弹中的弹片），并且还购买了来自亚洲的非常见型号的电池。调查人员获得了针对康迪特IP地址的联邦搜查令，搜集到的证据显示他曾经使用Google搜索邮寄信息。
调查人员还依据目击者证言，绘制出了罪犯的素描像。此外，康迪特在日落谷联邦快递店面邮寄两件炸弹包裹时，被店内的监控录像拍下。监控录像拍到了一辆红色2002年款福特Ranger，但是没有拍下车牌号；调查人员通过记录筛选德克萨斯州所有符合该型号车主中20多岁的白人男性。监控录像还拍到这名男性佩戴了在家得宝出售的粉色建筑工地手套；在审阅了“奥斯汀市内及临近地区家得宝店面数小时的监控录像”后，调查人员成功发现疑似同一人士的影像。这一证据帮助调查人员将嫌疑人范围缩小到数人。
3月20日，调查人员在朗德罗克的一家旅馆内发现了康迪特。21日凌晨，警方开始抓捕行动。他们追踪他到其所在的旅馆房间，接着跟踪其到35号州际公路上，在大约凌晨2点（北美中部夏令时）时将其拦停。特警队员正在接近车辆时，康迪特引爆了车中的炸弹，当场杀死了自己并炸伤一名警员，其他警员则开始向车辆射击。奥斯丁警察局关闭了州际公路南下方向的路段，以便联邦调查局和烟酒枪炮及爆炸物管理局展开调查。

### 人物和动机
马克·安东尼·康迪特，生于1994年6月（时年23岁），居住在奥斯汀郊外的普弗拉热维尔。康迪特为白人，成长在宗教气氛十分浓厚的基督教家庭中。他在其父母的三个子女中是最大的，早年在家自学，2010年到2012年间在奥斯丁社区大学就读，肄业但是在读期间学习成绩良好。康迪特由其母亲在家教育，并在2013年2月宣布他从高中“正式毕业”。2002年，康迪特自称是保守主义者，“但并不是十分关心政治”；他支持死刑，反对同性婚姻和性犯罪者登记。康迪特在生产半导体的庫茲製造公司工作多年，但是因为绩效不佳，在爆炸案发生前8个月被解雇。他并无犯罪前科。在爆炸案发生前几年他便从家中搬出，并搬入一间同他父亲共同购买的房屋中，其中还居住了两名室友。
警方在康迪特的手机中发现了一段长达25分钟的视频，他在其中描述了炸弹装置并承认制造爆炸事件，但是并未解释其动机，如恐怖主义或仇恨。奥斯汀警局警监布莱恩·曼利称这段视频是“一名生活不容易的年轻人的呐喊，讲述将其带到这一不归路的人生诸多困苦”。他拒绝将康迪特定性为国内恐怖主义者，因为“他并未提到过有关恐怖主义的任何事情，也没有提到有关仇恨的任何事情”。德州州长格雷格·阿博特表示他希望知道：“（康迪特的）目的是引起恐惧还是有其他目标？很显然是有恐怖存在的。”调查进行过程中不会公开发布该视频。

## 其他事件
2018年3月17日，负责为西南偏南电影和音乐节举办活动的公司Live Nation Music收到电子邮件炸弹威胁。警方搜查了电子邮件中所称的地区，没有发现任何异常，但是原定的The Roots和卢达克里斯等人的表演被取消。次日，警方逮捕了26岁的特雷弗·威尔顿·英格拉姆（Trevor Weldon Ingram）；他因此邮件被指控犯有制造恐怖主义威胁的三级重罪。 警察不认为英格拉姆同其他爆炸案有联系。
3月20日，在南奥斯汀，一名男子在善意实业的捐款箱旁被發焰筒烧伤，并被送往圣大卫南奥斯汀医学中心救治。ATF探员和警方迅速赶往现场，奥斯汀消防部门（AFD）的消防队员疏散了周边建筑中的平民。奥斯汀警察局在随后不久通过推特宣布该起事件同连环爆炸案并无关联。